# Bergsturz von Elm

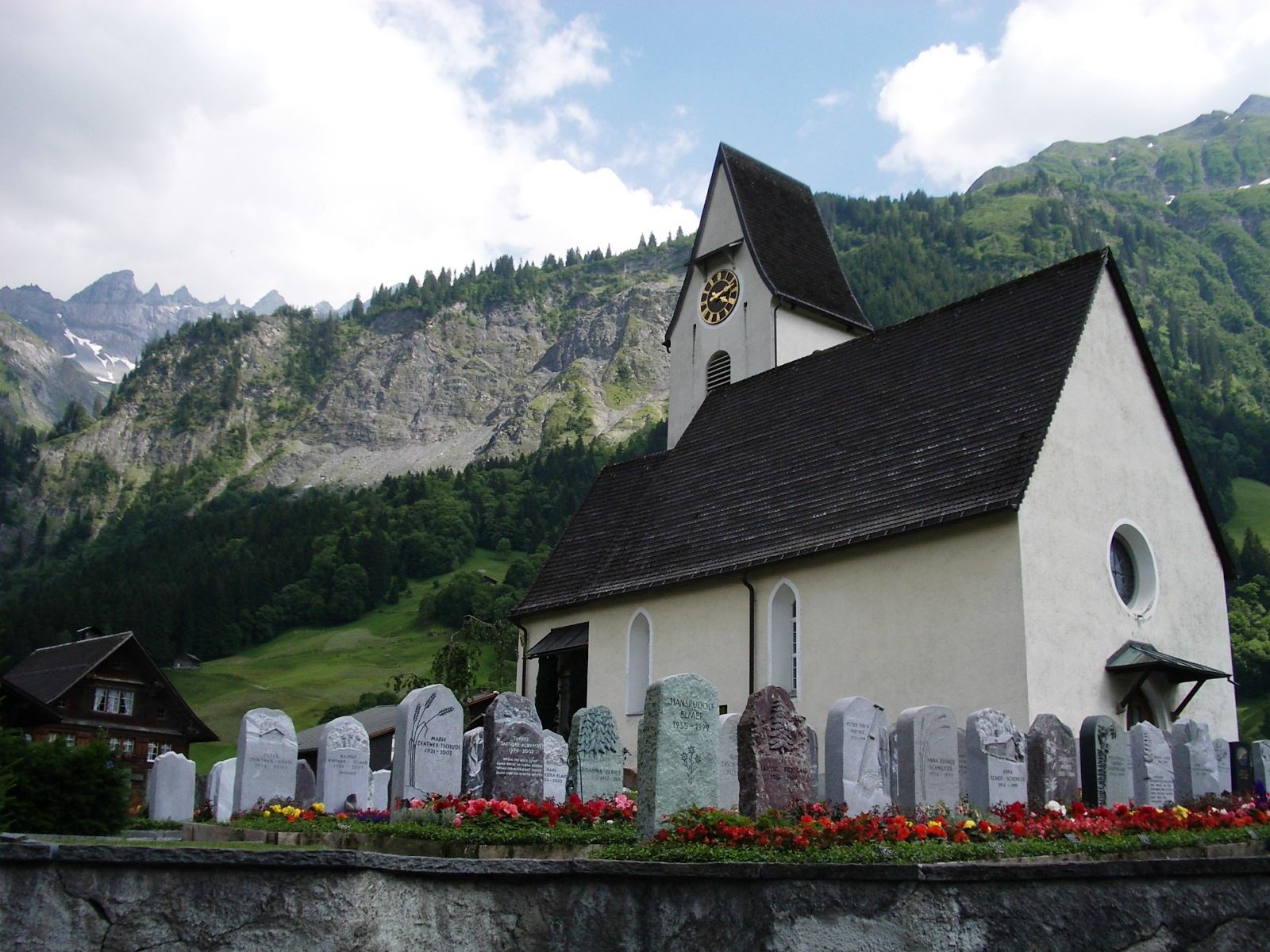
Kirche mit Martinsloch (links oben) und Bergsturzstelle (links des Kirchturms)

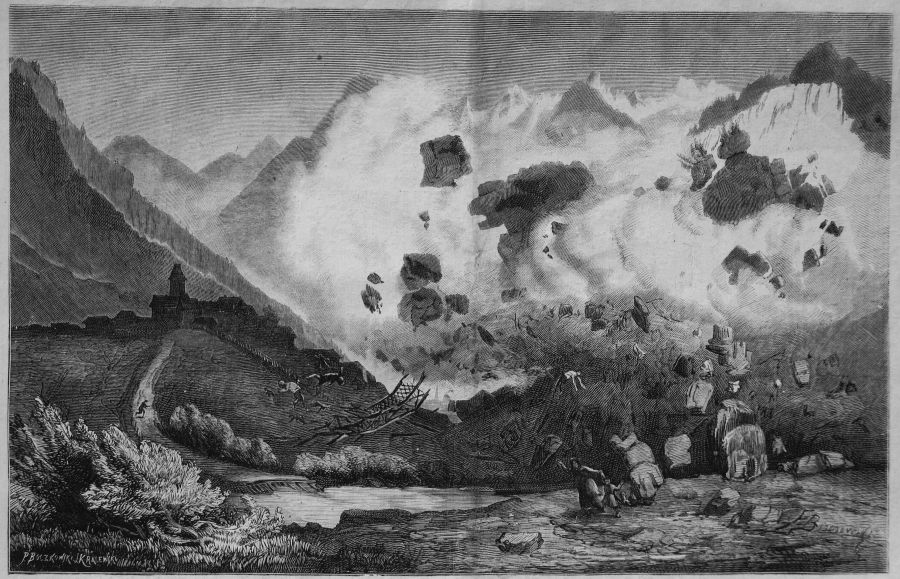
Der Bergsturz von Elm, Holzstich von Paweł Boczkowski, 1881

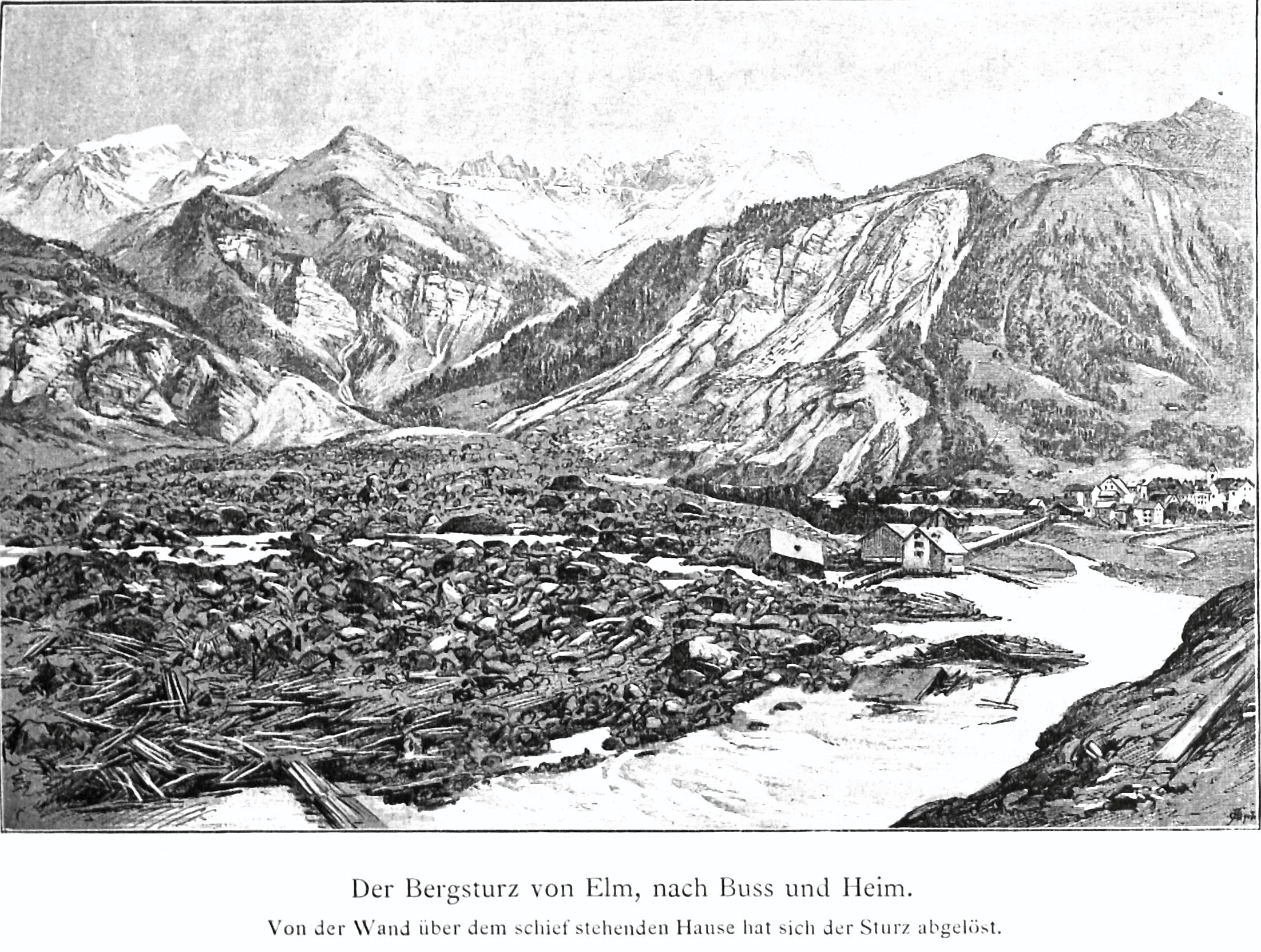
Der Bergsturz von Elm nach Buss und Heim, Illustration von Anton Paul Heilmann

Der Bergsturz von Elm vom 11. September 1881 war eine Katastrophe im schweizerischen Elm im Kanton Glarus.

## Vorgeschichte
Der Bergsturz wurde wesentlich durch den jahrelangen Schieferabbau mitbedingt: Der Elmer Schiefer war weich und eignete sich hervorragend zur Herstellung von Schreibtafeln und Griffeln. Als Mitte des 19. Jahrhunderts die allgemeine Schulpflicht eingeführt wurde, führte dies insbesondere in Deutschland zu einem deutlich höheren Absatz von Schreibtafeln. Der Abbau des Schiefers wurde in der Regel durch konzessionierte Unternehmen durchgeführt; jedoch beschlossen 1878 die Bürger Elms, den Abbau in die eigenen Hände zu nehmen.
Im Bergbau unerfahrene, verarmte Bauern versprachen sich so schnellen Wohlstand. Durch ihre Tätigkeit wurde der Steilhang unterhalb des Plattenbergkopfes auf einer Breite von 180 Metern ungefähr 20 Meter und an der tiefsten Stelle 65 Meter untergraben, wobei insbesondere die zuvor noch belassenen Stützpfeiler im wertvollen Schiefergestein abgebaut wurden, die das Deckgebirge stabilisiert hatten. Schon im selben Jahr, 1878, machten sich deshalb zunehmend Bewegungen im Berg bemerkbar. Starke Regenfälle im Sommer des Unglücksjahres und die Verlagerung des im Hangbereich abfliessenden Niederschlags in die sich öffnenden Felsspalten führten zu einer beschleunigten Destabilisierung des Deckgebirges. Eine noch kurz vor der Katastrophe wegen des sich häufenden Steinschlags und anderer massiver landschaftlicher Veränderungen angereiste Kommission konnte keine Veränderungen feststellen, die unmittelbare Gefahren zur Folge hätten.

## Bergsturz
Das Getöse der Steinschläge, kleinerer Abbrüche und Spaltenbildungen wurde schon am Sonntagmorgen des 11. September 1881 im Gottesdienst der Kirche als störend empfunden. Dennoch verliess fast niemand die Gegend. Viele Menschen begaben sich sogar mit Absicht in das betroffene Gebiet oder bestiegen den gegenüberliegenden Düniberg, um eine noch bessere Aussicht zu haben.
Gegen Spätnachmittag des 11. September brachen nach zwei kleineren Vorstürzen in viertelstündigem Abstand rund 10 Millionen Kubikmeter Schiefergestein ab, stürzten in freiem Fall 400 bis 500 Meter zu Tal, brandeten um die 100 Meter am gegenüberliegenden Düniberg empor – wobei zahlreiche Zuschauer getötet wurden –, um sich als zwei Kilometer langer Flachstrom in das Tal von Schwändi zu ergiessen. Dabei kamen 114 Menschen um; 83 Gebäude wurden vernichtet. Insgesamt war eine Fläche von 90 Hektar zerstört, und auch das Schieferbergwerk wurde vollständig vernichtet.
Verlauf und mögliche Ursachen des Bergsturzes wurden erstmals noch im selben Jahr vom Pfarrer Ernst Buss und dem Ingenieurgeologen Albert Heim in der Broschüre Der Bergsturz von Elm untersucht.